# جيوفاني أندريا دوريا
جيوفاني أندريا دوريا أو جياناندريا دوريا (1539 - 1606) كوندوتييرو وأدميرال إيطالي من جنوة. وهو ابن الأدميرال الإيطالي الشهير أندريا دوريا.
أصبح أدميرال الأسطول الجنوي عام 1556 وكان أمير أساطيل التحالف المسيحي المقدس في معركة جربة عام 1560، والتي انتصر بها العثمانيون بقيادة بيالي باشا. كما شارك في معركة ليبانتو عام 1571، بقيادة الجناح الأيمن. وانتصرت الأساطيل المسيحية بالمعركة، وكانت أول هزيمة للعثمانيين في البحر. قاد دوريا أيضًا حملة استكشافية ضد دول الساحل البربري عام 1601.
حاز على وسام سانتياغو مرتبة قائد الفرسان، وتولى رتبة ماركيز لمدينة تورسي وأمير ميلفي السادس (أو الثاني)، (كلاهما ورثهما عن أبيه بالتبني، الجنرال الشهير الأدميرال أندريا دوريا).